# Lockheed F-104 Starfighter
Lockheed F-104 Starfighter je ameriški enomotorni nazdvočni prestreznik in lovec/bombnik. Razvilo ga je podjetje Lockheed za Ameriške letalske sile, so ga pa uporabljale tudi številne druge države od leta 1958 do 2004, ko je zadnje letalo upokojila Italija. Je en izmed lovcev serije Century. Zgradili so 2578 letal.
USAF je F-104C uporabljala med Vietnamsko vojno, Pakistanci pa so uporabljali F-104A v Indo-Pakistanskih komfliktih, Tajvanski F-104 so sodelovali tudi v konfliktu glede otoka Quemoy. 
Zgradili so tudi visokokrilni prototip Lockheed CL-1200, ki se pa ni prijel.
Starfighter je imel med uporabo veliko nesreč, posebej v Nemških letalskih silah. F-104 je bil politično precej kontroverzno letalo, deloma zaradi dragih nakupnih pogodb, deloma pa zaradi sposobnosti in nesreč.
Države uporabnice F-104:
- Belgija
- Kanada
- Danska
- Nemčija
- Grčija
- Italija
- Japonska
- Jordanija
- Nizozemska
- Norveška
- Pakistan
- Republika Kitajska (Tajvan)
- Spain
- Turčija
- ZDA

## Tehnične specifikacije (F-104G)
Podatki iz Quest for Performance
Splošne karakteristike
- Posadka: 1
- Dolžina: 54 ft 8 in (16,66 m)
- Razpon kril: 21 ft 9 in (6,36 m)
- Višina: 13 ft 6 in (4,09 m)
- Površina kril: 196,1 ft² (18,22 m²)
- Aeroprofil: Biconvex 3,36% koren in konec krila
- Teža praznega letala: 14000 lb (6350 kg)
- Naložena teža: 20640 lb (9365 kg)
- Maks. vzletna teža: 29027 lb (13170 kg)
- Pogon letala: 1 × General Electric J79-GE-11A turboreaktivni motor z dodatnim zgorevannjem
  - Potisk motorjev (suh): 10000 funtov (48 kN)
  - Potisk motorjev z dodatnim zgorevanjem: 15600 lbf (69 kN)
- * Vitkost (krilo): 2,45

 Zmogljivost 
- Maks. hitrost: 1328 mph (Mach 2,01, 1154 vozlov, 2137 km/h)
- Bojni radij: 420 mi (365 nmi, 670 km)
- Največji doseg: 1630 mi (1420 nm, 2623 km)
- Višina leta: 50000 ft (15000 m)
- Hitrost vzpenjanja: 48000 ft/min (244 m/s)
- Obremenitev kril: 105 lb/ft² (514 kg/m²)
- Razmerje potisk/teža: 0,54 prti MTOW (0,76 naložen)
- Razmerje vzgon/upor: 9.2

Oborožitev

- Strelno orožje: 1 × 20 mm (0.787 in) T171 Vulcan Gatling šestcevni top, 725 nabojev
- Nosilci za orožje: 7 s kapaciteto 4000 lb (1814 kg) in zalogo orožja s kombinacijo:
  - Izstrelki: 4 × AIM-9 Sidewinder
  - Drugo: Bombe, rakete, odvrgljivi rezervoarji